# Mister (Jack the Smoker)
Mister è un singolo del rapper italiano Jack the Smoker, pubblicato il 3 luglio 2020 come primo estratto del quinto album in studio Ho fatto tardi.

## Descrizione
Sesta traccia dell'album, il brano vede la collaborazione vocale dei rapper Lazza e Jake La Furia.